# Zapasy na Letnich Igrzyskach Olimpijskich 1976 – kategoria do 52 kg w stylu klasycznym
Zmagania mężczyzn w wadze 52 kg to jedna z dziesięciu męskich konkurencji w zapasach w stylu klasycznym rozgrywanych podczas Letnich Igrzysk Olimpijskich 1976. Pojedynki w tej kategorii wagowej odbyły się w dniach 20 – 24 lipca.

## Klasyfikacja[2]
| Pozycja | Nazwisko                 | Kraj              |
| ------- | ------------------------ | ----------------- |
| 1       | Witalij Konstantinow     | ZSRR              |
| 2       | Nicu Gângă               | Rumunia           |
| 3       | Kōichirō Hirayama        | Japonia           |
| 4       | Rolf Krauß               | RFN               |
| 5       | Lajos Rácz               | Węgry             |
| 6       | Morad Ali Szirani        | Iran              |
| 7       | Antonino Caltabiano      | Włochy            |
| 8       | Baek Seung-hyeon         | Korea Południowa  |
| 9       | Bruce Thompson           | Stany Zjednoczone |
| 10      | Julien Mewis             | Belgia            |
| 11      | Czesław Stanjek          | Polska            |
| 12      | Bambis Cholidis          | Grecja            |
| .       | Dżamsrangijn Mönch-Oczir | Mongolia          |
| .       | Bilal Tabur              | Turcja            |
| 15      | Leonel Duarte            | Portugalia        |
| 16      | Muhammad Karmus          | Maroko            |
| 17      | Petyr Kirow              | Bułgaria          |

## Zasady
Przyjęto zasadę punktów karnych, gdzie zdobycie sześciu punktów lub więcej eliminowało zawodnika z turnieju. Kolejność miejsc medalowych ustalona została w specjalnej rundzie finałowej, z udziałem trzech zawodników z najmniejszą liczbą takich punktów.
- TF — Łopatki
- DQ — Dyskwalifikacja za pasywność
- IN — Kontuzja przeciwnika
- D1 — Dyskwalifikacja za pasywność, zwycięzca również był pasywny
- DNA — Nie przystąpił do walki
- TPP — Punkty karne razem
- MPP — Punkty karne pojedynku

## Punktacja
- 0 — Wygrana na łopatki, przewagę techinczną, pasywność, kontuzję
- 0.5 — Wygrana na punkty  (8-11 punktów różnicy)
- 1 — Wygrana na punkty  (1-7 punktów różnicy)
- 2 — Dyskwalifikacja za pasywność, zwycięzca również był pasywny
- 3 — Przegrana na punkty (1-7 punktów różnicy)
- 3.5 — Przegrana na punkty (8-11 punktów różnicy)
- 4 — Przegrana na łopatki, przewagę techiczną, pasywność, kontuzję

## Wyniki[3]

### Pierwsza runda
| TPP | MPP |                      | Wynik\|Czas |                          | MPP | TPP |
| --- | --- | -------------------- | ----------- | ------------------------ | --- | --- |
| 1   | 1   | Lajos Rácz           | 13 - 9      | Bambis Cholidis          | 3   | 3   |
| 3.5 | 3.5 | Bruce Thompson       | 7 - 15      | Rolf Krauß               | 0.5 | 0.5 |
| 4   | 4   | Leonel Duarte        | DQ / 7:47   | Muhammad Karmus          | 0   | 0   |
| 0   | 0   | Nicu Gângă           | IN / 5:11   | Petyr Kirow              | 4   | 4   |
| 1   | 1   | Witalij Konstantinow | 10 - 8      | Antonino Caltabiano      | 3   | 3   |
| 0   | 0   | Czesław Stanjek      | DQ / 6:52   | Dżamsrangijn Mönch-Oczir | 4   | 4   |
| 4   | 4   | Julien Mewis         | DQ / 8:40   | Baek Seung-hyeon         | 0   | 0   |
| 4   | 4   | Bilal Tabur          | DQ / 7:31   | Kōichirō Hirayama        | 0   | 0   |
| 0   |     | Morad Ali Szirani    |             | Bez walki                |     |     |

### Druga runda
| TPP | MPP |                          | Wynik\|Czas |                      | MPP | TPP |
| --- | --- | ------------------------ | ----------- | -------------------- | --- | --- |
| 3   | 3   | Morad Ali Szirani        | 6 - 9       | Lajos Rácz           | 1   | 2   |
| 7   | 4   | Bambis Cholidis          | TF / 7:23   | Bruce Thompson       | 0   | 3.5 |
| 0.5 | 0   | Rolf Krauß               | TF / 2:41   | Leonel Duarte        | 4   | 8   |
| 3   | 3   | Nicu Gângă               | 11 - 17     | Witalij Konstantinow | 1   | 2   |
| 4   | 1   | Antonino Caltabiano      | 11 - 6      | Czesław Stanjek      | 3   | 3   |
| 7   | 3   | Dżamsrangijn Mönch-Oczir | 12 - 16     | Julien Mewis         | 1   | 5   |
| 1   | 1   | Baek Seung-hyeon         | 9 - 6       | Bilal Tabur          | 3   | 7   |
| 0   |     | Kōichirō Hirayama        |             | Bez walki            |     |     |
| 0   |     | Muhammad Karmus          |             | DNA                  |     |     |
| 4   |     | Petyr Kirow              |             | DNA                  |     |     |

### Trzecia runda
| TPP | MPP |                      | Wynik\|Czas |                   | MPP | TPP |
| --- | --- | -------------------- | ----------- | ----------------- | --- | --- |
| 3   | 3   | Kōichirō Hirayama    | 12 - 15     | Morad Ali Szirani | 1   | 4   |
| 3   | 1   | Lajos Rácz           | 8 - 6       | Bruce Thompson    | 3   | 6.5 |
| 4.5 | 4   | Rolf Krauß           | DQ / 7:06   | Nicu Gângă        | 0   | 3   |
| 2   | 0   | Witalij Konstantinow | 22 - 4      | Julien Mewis      | 4   | 9   |
| 4   | 0   | Antonino Caltabiano  | DQ / 7:25   | Baek Seung-hyeon  | 4   | 5   |
| 3   |     | Czesław Stanjek      |             | DNA               |     |     |

### Czwarta runda
| TPP | MPP |                      | Wynik\|Czas |                     | MPP | TPP |
| --- | --- | -------------------- | ----------- | ------------------- | --- | --- |
| 4   | 1   | Kōichirō Hirayama    | 5 - 2       | Lajos Rácz          | 3   | 6   |
| 7   | 3   | Morad Ali Szirani    | 10 - 16     | Rolf Krauß          | 1   | 5.5 |
| 3.5 | 0.5 | Nicu Gângă           | 11 - 1      | Antonino Caltabiano | 3.5 | 7.5 |
| 2   | 0   | Witalij Konstantinow | TF / 7:32   | Baek Seung-hyeon    | 4   | 9   |

### Piąta runda
| TPP | MPP |                   | Wynik\|Czas |                      | MPP | TPP |
| --- | --- | ----------------- | ----------- | -------------------- | --- | --- |
| 8   | 4   | Kōichirō Hirayama | D1 / 5:45   | Nicu Gângă           | 2   | 5.5 |
| 8.5 | 3   | Rolf Krauß        | 11 - 16     | Witalij Konstantinow | 1   | 3   |

### Runda finałowa
Zaliczone pojedynki z wcześniejszych rund
| TPP | MPP |                   | Wynik\|Czas |                      | MPP | TPP |
| --- | --- | ----------------- | ----------- | -------------------- | --- | --- |
|     | 3   | Nicu Gângă        | 11 - 17     | Witalij Konstantinow | 1   |     |
|     | 4   | Kōichirō Hirayama | D1 / 5:45   | Nicu Gângă           | 2   | 5   |
| 5   | 1   | Kōichirō Hirayama | 6 - 3       | Witalij Konstantinow | 3   | 4   |